# Volkswagen Typ 181
El Volkswagen Typ 181, o Volkswagen Safari a Mèxic i Amèrica del Sud, és un descapotable de quatre portes amb tracció a dues rodes, fabricat i comercialitzat per Volkswagen des del 1968 fins al 1983, i originalment desenvolupat per a l'exèrcit de l'Alemanya Occidental.
Es va fabricar a Wolfsburg (1968–1974), Hannover (1974–1975), Emden (1975–1978), Puebla (1970–1980) i Jakarta (1972–1980). El Volkswagen Typ 181 compartia la seva mecànica amb el Volkswagen Escarabat i el Volkswagen Microbus anterior al 1968, el seu terra amb el Karmann Ghia i el seu concepte amb el Kübelwagen de l'empresa, que havia estat utilitzat per l'exèrcit nazi durant la Segona Guerra Mundial.
La configuració general recorda vagament els cotxes elegants i de platja descoberts de la dècada del 1960, com ara el BMC Mini Moke, el Fiat 500, el Renault Rodeo, el Citroën Méhari i el Meyers Manx. Les quatre portes eren extraïbles i intercanviables, el parabrisa es plegava i el sostre descapotable es podia treure per a conduir al freco. L'interior auster presentava seients recoberts de vinil, xapa metàl·lica pintada, forats de drenatge i estores de goma perforades. Un sostre rígid de fibra de vidre i un calefactor auxiliar muntat al maleter eren opcionals.